# Geschichtskultur
Der Begriff Geschichtskultur hat sich im deutschen Sprachraum seit den späten 1980er Jahren als Sammelbegriff für vielfältige Erscheinungsformen von Geschichte und dem Umgang mit derselben im gesellschaftlichen Leben etabliert.

## Historischer Hintergrund
„Am Anfang“, so formulierte Bernd Schönemann – bis 2020 Inhaber des Lehrstuhls für Didaktik der Geschichte unter besonderer Berücksichtigung der Geschichtskultur – in seiner Münsteraner Antrittsvorlesung 2006, „stand der Mannheimer Historikertag 1976“. Die deutsche Geschichtsdidaktik hat sich in den ausgehenden 1970er Jahren von einer hauptsächlichen Schulfachdidaktik hin zu einem deutlich erweiterten Interesse am gesamtgesellschaftlichen Umgang mit der Vergangenheit („Geschichtsbewusstsein“) gewandelt. Das ging einher mit einem ebenfalls seit den späteren 1970er Jahren stetig ansteigenden öffentlichen Interesse an vor allem der jüngeren deutschen Vergangenheit: „Noch nie zuvor hat sich eine Zeit, eine Nation, eine Generation so reflektiert und reflektierend mit sich befasst; Geschichtserinnerung [… und] Selbstbeobachtung steht hoch im Kurs [… –] auch im politisch-intellektuellen Diskurs“. Die Diskussionen dieser Jahre haben den Grundstein für das Konzept „Geschichtskultur“ gelegt, das Schule und Museum als klassische und bis dahin vornehmlich betrachtete Orte der vermittelnden Verhandlung von Geschichte nun mehr noch als zwei Institutionen neben anderen, aber nicht mehr als absoluten Kristallisationspunkt der Geschichtsdidaktik betrachtete. Diese Diskussion fand zunächst noch unter wechselnden und nicht immer klar voneinander abgegrenzten Begriffen statt (s. unten); „Geschichtskultur“ wurde als einer dieser Begriffe erstmals 1984 im Titel einer einschlägigen Publikation verwendet. Seit den 1990er Jahren wird er verstärkt auch außerhalb der Geschichtsdidaktik rezipiert, weil sich die Einsicht durchgesetzt hat, Geschichtskultur signalisiere zu einem gewissen Grad „die Befindlichkeit einer Gesellschaft“.

## Konzeption

### Dimensionen der Geschichtskultur: Jörn Rüsen
Jörn Rüsen, der zu den einflussreichen Vertretern des Konzepts Geschichtskultur zählt, begreift diese als „das Gemeinsame und Übergreifende“ des gesellschaftlichen Umgangs mit der Vergangenheit, sie sei die „praktisch wirksame Artikulation von Geschichtsbewusstsein im Leben einer Gesellschaft“. Geschichtskultur bezeichne somit die Institutionen und Organisationsformen, innerhalb derer kollektiv historischer Sinn gestiftet wird und die in je unterschiedlicher Weise in Beziehung zum individuellen Geschichtsbewusstsein treten können. Denkmäler, Museen oder historische Jubiläen können vom Individuum unbeachtet bleiben, missverstanden oder emphatisch zelebriert werden. Ihre Existenz aber ist übersubjektiv und vom sozialen System abhängig, innerhalb dessen sie gestiftet und mit Sinn aufgeladen werden. In dieser Hinsicht sind auch andere Autoren Rüsen im Wesentlichen gefolgt. Ferner unterscheidet dieser drei Dimensionen der Geschichtskultur, die er mit dominierenden Sinnkriterien und handlungsbestimmenden Bestimmungsfaktoren paart. Diese begründet Rüsen als anthropologische Konstanten:
- eine kognitive, die sich nach dem Kriterium der Wahrheit im Modus des Denkens,
- eine ästhetische, die sich nach dem Kriterium der Schönheit im Modus des Fühlens,
- eine politische, die sich nach dem Kriterium der Legitimität im Modus des Wollens strukturieren lassen.

Diese drei Dimensionen stehen nicht neben- oder gegeneinander, sondern sind in den konkreten Erscheinungsformen von Geschichtskultur auf komplexe und stetig wandelbare Form miteinander verwoben. Dabei wird der kognitiven Dimension traditionell die größte Nähe zur Geschichtswissenschaft zugesprochen; erst in jüngerer Zeit wird die narrativ-ästhetische und politische Dimension auch von wissenschaftlicher Geschichtsschreibung wieder stärker diskutiert und die allzu strikte Gegenüberstellung von Geschichtskultur und Geschichtswissenschaft als vermeintliche Gegensätze in Frage gestellt.
In seiner Historik ergänzt Rüsen die Dimensionen auf fünf Dimensionen der Geschichtskultur. Er fügt hinzu:
- eine moralische, die sich nach dem Sinnkriterium von Gut und Böse im Modus des Wertens,
- eine religiöse, die sich nach dem Kriterium der Erlösung im Modus des Glaubens bestimmen lassen.

Zuletzt erweiterte Rüsen die Kategorienbildung in seiner Monographie über historische Sinnbildung auf insgesamt sieben Dimensionen:
- eine didaktische, die sich nach dem Sinnkriterium der Bildung im Modus des Erziehens bestimmen lässt, und
- eine psychologische Dimension.

In dieser letzten Aktualisierung bezeichnet Rüsen die Dimensionen insgesamt als „Dimensionen des Historischen“. Die psychologische Dimension ordnet er auch nicht direkt der Geschichtskultur zu, sondern spricht von „mentalen Operationen des Geschichtsbewusstseins“, die in einem komplexen Zusammenhang zwischen dem Unbewussten und bewussten Handlungen stehen. Entsprechend liegt diese Dimension „quer zu den anderen“. Direkt ordnet er dieser Dimension auch keine anthropologische Grundlage oder ein Sinnkriterium zu. Seiner Erläuterung ist aber zu entnehmen, dass ihm Zentrum (unbewusstes) Deuten als eine anthropologische Konstante steht, um historischen Wandel zu verarbeiten: „Das Unbewusste ist ein Bereich der psychischen Operationen des deutenden Umgangs mit der Erfahrung historischen Wandels“.
Rüsens erste drei Dimensionen sind in der geschichtstheoretischen Rezeption der Geschichtsdidaktik maßgeblich geworden, während sich die vier zuletzt hinzugefügten Dimensionen nicht breit durchsetzen konnten. Rüsen konstatiert aber auch selbst, dass seine ersten drei Dimensionen die maßgebenden Dimensionen seien. Vielfach wurde angeregt, Rüsens Konzept um eine ökonomische Dimension zu erweitern: durch die zunehmende Existenz von geschichtlicher Wettbewerbsstrukturen, Vermarktungsambitionen, gar einer „Vergangenheitsbewirtschaftung“ gerade in den Geschichtskulturen der Gegenwart sei eine solche ökonomische Dimension sichtbar. Dennoch konnte sich diese Anregung nicht im geschichtstheoretischen Kanon behaupten. Rüsen selbst folgte dem Ergänzungsvorschlag dezidiert nicht.
Komplementär zur politischen Dimension der Geschichtskultur setzen dagegen die ihrerseits konkurrierenden Konzepte der Geschichtspolitik (Edgar Wolfrum), der Vergangenheitspolitik (Norbert Frei) und der (im angloamerikanischen Sprachraum verbreiteten) Erinnerungspolitik (memory politics) an. Die ästhetische Dimension schließlich wird besonders im Zusammenhang mit den medialen Vermittlungsformen von Geschichte zwischen populärer Geschichtsschreibung (wie z. B. Rudolf Pörtners „Mit dem Fahrstuhl in die Römerzeit“, 1959) und Histotainment betont. So hat der Giessener Geschichtsdidaktiker Siegfried Quandt sehr explizit versucht, das Fernsehen als Leitmedium zeitgenössischer Geschichtskultur zu identifizieren. Dagegen hat sich jüngst, ausgehend von der Einsicht, dass es zwar „Bilder ohne Geschichte, aber keine Geschichte ohne Bilder“ gebe, das tiefer ansetzende Projekt einer Visual History etabliert, wie Gerhard Paul sein 2006 erschienenes, programmatisches „Studienbuch“ betitelt hat. Auch verschiedene Dimensionierungen von Geschichtskultur zwischen öffentlichen und privaten Formen werden in der Zwischenzeit thematisiert. So hat etwa Christoph Kühberger das Kinderzimmer als Ort einer kindlichen Geschichtskultur ethnographisch erforscht.
Das von Rüsen entworfene Konzept hat in seinen Grundzügen weitgehende Aufnahme in der wissenschaftlichen Auseinandersetzung mit Geschichtskultur gefunden; als Gegenentwurf gilt das Konzept der Erinnerungskultur (s. unten).

### Geschichtskultur als soziales System: Bernd Schönemann

#### Ordnung der Geschichtskultur
An der Weiterentwicklung des geschichtskulturellen Paradigmas hat Bernd Schönemann gearbeitet, der im Anschluss an die konstruktivistische Soziologie von Peter L. Berger und Thomas Luckmann dafür argumentiert, Geschichtsbewusstsein und Geschichtskultur als zwei Zugänge zum selben Phänomen, nämlich als individuelles (Geschichtsbewusstsein) bzw. kollektives (Geschichtskultur) Konstrukt historischer Wirklichkeit zu begreifen. Rüsens Dimensionsmodell ergänzend, stellt er ihm eine zweite, vier Dimensionen umfassende Beschreibungsmatrix an die Seite, die besonders die Rolle der Geschichtskultur als soziale Ordnung betont:
- eine institutionelle, die den Rahmen geschichtskultureller Praxis (Schulen, Archive, Museen, Akademien etc.) in dauerhafter und systematischer Form beschreibt,
- eine professionelle, die sich mit den spezifischen Akteuren (Lehrern, Wissenschaftlern, Künstlern etc.),
- eine mediale, die sich mit den Vermittlungsformen (Buch, Film, Lied etc.), und schließlich
- eine adressatenspezifische Dimension, die sich mit den Adressaten geschichtskultureller Phänomene (Gruppen, Schichten, Ethnien, Berufe etc.) beschäftigt.

Dabei kommt der institutionellen Dimension eine herausgehobene Stellung zu, insofern sie den Rahmen für die anderen drei erst bereitstellt, zugleich aber auch Aufschluss über den Stellenwert erlaubt, den eine Gesellschaft bestimmten Bezügen zur Vergangenheit beimisst. Gerade hinsichtlich verschiedener Phänomene der Gegenwart durch die Pluralisierung geschichtskultureller Praktiken, breiter Zugangs- und Beteiligungsmöglichkeiten durch z. B. das Internet und dahingehend einer Verbreiterung der Diskussions- und Handlungsräume ist fraglich wie dieses sehr auf klassische Institutionen und auf geschichtskulturelle Experten ausgerichtete Konzept noch haltbar ist oder einer Erweiterung bzw. grundsätzlichen Neubestimmung bedarf.

#### Leitmuster der Geschichtskultur
In historischer Perspektive entwirft Schönemann ein dreistufiges Entwicklungsmodell dreier idealtypischer Epochen, in denen sich jeweils eine Dimension zum „Leitmuster gesellschaftlicher Geschichtskultur“ auspräge:
- Die Vormoderne unter dem Leitmuster „Geschichte als Nutzen“, die sich dem ciceronischen Topos der „Historia magistra vitae“ verschreibe;
- die Moderne, die seit der Spätaufklärung und bis weit in das 20. Jahrhundert hinein „Geschichte als Bildung“ als ihr geschichtskulturelles Leitmuster verfolgte, und
- die postmoderne Eventgesellschaft unter dem Leitmuster „Geschichte als Erlebnis“.[24]

Auch Schönemann betont, dass diese drei Epochen nicht als einander ablösend begriffen werden, sondern lediglich als Beschreibungsmodell für die historische Erforschung geschichtskultureller Bedeutungsmuster hilfreich sein sollen. Es ist außerdem fraglich, inwieweit diese Leitmuster für die jeweilig zugewiesenen idealtypischen Epochen wirklich prägend bzw. dominant sind. Hierfür fehlt es einer empirischen Fundierung. In jüngerer Zeit ist dagegen die Historisierbarkeit der Geschichtskultur ganz grundsätzlich in Frage gestellt worden.

### Geschichtskulturelle Praktiken der Zeitdifferenzerfahrung: Holger Thünemann
Angelehnt an Rüsens Definition der Geschichtskultur als „praktisch wirksame Artikulation von Geschichtsbewusstsein“ stellt Holger Thünemann eine Systematisierung von Praktiken im Umgang mit historischen Phänomenen in der Geschichtskultur vor. Die grundlegende Prämisse, dass Geschichte als das Ergebnis von sozialen und kommunikativen Praktiken verstanden werden kann, stellt also auch eine Abgrenzung bzw. zumindest Erweiterung von Schönemanns sozialem System der Geschichtskultur dar. Das an Praktiken orientierte Systematisierungsverständnis in einer pluralisierten Gesellschaft stellt klare Strukturen und Verhältnisse von Institutionen, Professionen, Medien und Adressaten in Frage, weicht diese zumindest auf und bewegt sie in neue Beziehungs- und Dynamikgefüge. Ziel ist, die Reflexion über die Vielfältigkeit der Geschichtskultur anzuregen, um die Kategorie der Geschichtskultur stärker zeitlich und sozial zu pluralisieren und von anachronistischen geschichtstheoretischen Implikationen wie „der“ Geschichte als Kollektivsingular zu befreien. Die vorgeschlagene Typologie geschichtskultureller Praktiken im Umgang mit Zeitdifferenzen besteht aus fünf idealtypischen (nicht immer trennscharf differenzierbaren) Praktiken:
- Wiederherstellen (Historisches, das nicht mehr vorhanden z. B. zerstört oder vergangen ist und durch Wiederaufbau oder Wiederaufführung zurück in die Gegenwart gebracht wird. Beispiele hierfür sind die Rekonstruktion von Gebäuden oder historische Reenactments)
- Überschreiben (Historisches, das als nicht mehr zeitgemäß betrachtet wird, wird unsichtbar gemacht und ggf. durch neue Sinnbildungen ersetzt. Beispiele hierfür sind Straßenumbenennungen, Denkmalstürze oder das bewusste Abtragen von Gebäuden)
- Umschreiben (Historisches wird in seinem Deutungsangebot aufgegriffen und verändert, aber in seiner geschichtskulturell manifestierten Form nicht grundsätzlich angegriffen. Beispiele hierfür sind Umwidmungen oder Reinterpretationen)
- Konservieren (Historisches, das bedeutsam erscheint, wird mit Blick auf die Zukunft dauerhaft bewahrt. Beispiele hierfür sind die Arbeit von Museen und Archiven, aber auch Restaurations- und Erhaltungspraktiken an historischen Gebäuden)
- Historisieren (Historisches, das als nicht mehr zeitgemäß betrachtet wird, wird historisch kontextualisiert und eingeordnet. Beispiele hierfür sind Hinweistafeln an Denkmälern oder geschichtswissenschaftliche Arbeiten zu geschichtskulturellen Phänomenen)

## Ist Geschichtskultur historisierbar?
Die Mehrheit der an Rüsen und Schönemann sich anschließenden Forschung ist sich darüber einig, dass Geschichtskultur als ein gesellschaftliches Beziehungsgebilde sowohl beschreibbar als auch in sich selbst historisierbar sei. Das hat in monographischer Form Thomas E. Fischer mit seiner (zum Teil heftig kritisierten) „Geschichte der Geschichtskultur“ (2000) versucht. Auch Schönemann hat mit seinem Entwicklungsmodell betont, Geschichtskultur sei nicht nur historisierbar, sondern sogar „historisierungsbedürftig“. In seiner Münsteraner Antrittsvorlesung hat er weiterhin angeregt, der „Wiederholungsstruktur“ (Reinhart Koselleck) der Geschichtskultur weiter nachzugehen, als deren besonders illustrativen Typus er das historische Jubiläum herausstreicht. Die besondere historische Tiefendimension dieser Wiederholungsstruktur erblickt Schönemann – im Anschluss an die Institutionenlehre Arnold Gehlens – wiederum in den Institutionen der Geschichtskultur (z. B. Archive, Museen etc.) und ihrer unterschiedlich dichten Herausbildung.
Gegen die Historisierbarkeit der Geschichtskultur hat dagegen nachdrücklich Hans-Jürgen Pandel angeschrieben, der vor einer Verwechslung von Geschichtskultur mit Kulturgeschichte warnt. Er definiert Geschichtskultur bedeutend enger als „diejenige von Geschichte durchdrungene Lebenswelt, die unsere Schülerinnen und Schüler umgibt.“ Damit fiele ihre Historisierung zugleich aus dem Aufgabenbereich der Geschichtsdidaktik und der Geschichtswissenschaft, genauer: der Kulturgeschichte, zu: „Eine ‚historische Geschichtskultur’ (19. und 20. Jahrhundert) [sei] didaktisch unerheblich“, die „Übertragung des Begriffs Geschichtskultur auf Vergangenheit […] zudem methodisch unsauber“.

## Konzeptionelle Abgrenzung zur Erinnerungskultur
Eng dem Konzept der Geschichtskultur verwandt ist dasjenige der Erinnerungskultur. Beide Begriffe haben lange Zeit nebeneinander und fast synonym zueinander existiert – heute werden sie aber nur noch selten in dieser Weise verwendet. Auf den ersten Blick ähneln sich beide Konzepte, wenn man mit Christoph Cornelißen Erinnerungskultur als einen „formale[n] Oberbegriff für alle denkbaren Formen der bewussten Erinnerung an historische Ereignisse, Persönlichkeiten und Prozesse […], seien sie ästhetischer, politischer oder kognitiver Natur“ begreift. Dabei wird die Nähe zum Konzept der Geschichtskultur schon durch die Verwendung der drei von Jörn Rüsen formulierten Dimensionen geschichts- bzw. erinnerungskultureller Praxis deutlich (s. oben, Abschnitt B). Dagegen betonen Befürworter des Konzepts „Erinnerungskultur“ die gegenüber dem Konzept „Geschichtskultur“ stärkere Akzentuierung des funktionalen Vergangenheitsbezugs für die Gegenwart sowie die bewusste Breite der betrachteten Vergangenheitsbezüge, während dem geschichtskulturellen Konzept eine Überbetonung der kognitiven Seite unterstellt wird. Es wurde dagegen die These vertreten, „daß der Begriff Erinnerungskultur in unserer Gesellschaft mittlerweile über einen derart großen, in der politischen Öffentlichkeit positiv konnotierten Resonanzraum verfügt, daß die etwas unspektakuläre Konzeption der Geschichtskultur beinahe in den Ruch mangelnder politischer Korrektheit gerät, zumindest aber des nötigen medialen Rückenwindes zu ermangeln scheint“. Das scheint im Wesentlichen noch immer der Fall zu sein, obwohl das Konzept Geschichtskultur mittlerweile fest im wissenschaftlichen Sprachgebrauch verankert ist. Während es das Konzept der Geschichtskultur erlaubt, individuelles Geschichtsbewusstsein und kollektive Geschichtskultur zu unterscheiden, wird dieser Unterschied in dem von Cornelißen bevorzugten Konzept der Erinnerungskultur aufgehoben, was als potentielle Naturalisierung gesellschaftlicher Prozesse kritisiert wurde. Diese begriffliche Indifferenz besteht in Fachkreisen nach wie vor, da auch neueste Arbeiten diesen Unterschied zum Teil ignorieren.

## Institutionalisierung
Heute sind in der Bundesrepublik Deutschland zwei Lehrstühle explizit mit dem (zusätzlichen) Arbeitsfeld „Geschichtskultur“ bewidmet. Es handelt sich dabei um Jörn Rüsens Lehrstuhl für „Allgemeine Geschichte und Geschichtskultur“ an der Universität Witten-Herdecke und Holger Thünemanns Lehrstuhl für „Didaktik der Geschichte unter besonderer Berücksichtigung der Geschichtskultur“ an der Universität Münster.

## Belege
1. ↑  Bernd Schönemann: Geschichtskultur als Wiederholungsstruktur? In: Geschichte, Politik und ihre Didaktik. 34, 2006, S. 182–191, hier S. 182.
2. ↑  Aleida Assmann, Ute Frevert: Geschichtsvergessenheit – Geschichtsversessenheit. Vom Umgang mit deutschen Vergangenheiten nach 1945. Stuttgart 1999, S. 11.
3. ↑  Karl Pellens, Siegfried Quandt, Hans Süssmuth (Hrsg.): Geschichtskultur – Geschichtsdidaktik. Internationale Bibliographie. Paderborn u. a. 1984 (= Studien zur Didaktik, Bd. 3).
4. ↑  Klaus Tenfelde: Geschichtskultur im Ruhrgebiet. In: Gewerkschaftliche Monatshefte, Jg.  47 (1996),  S. 240–253, hier S. 243.
5. ↑  Jörn Rüsen: Was ist Geschichtskultur?. Überlegungen zu einer neuen Art, über Geschichte nachzudenken. In: Jörn Rüsen, Theo Grütter, Klaus Füßmann (Hrsg.): Historische Faszination. Geschichtskultur heute. Köln u. a. 1994, S. 3–26, hier S. 5
6. ↑  Dass sie das „nicht wirklich“ seien, hat jüngst allerdings Manfred Seidenfuß in dem von ihm verfassten Teilbeitrag „Mittelalterliches und Mittelalter in der Geschichtskultur“ in dem Gemeinschaftsbeitrag von dems., Thomas M. Buck, Sven Plefka, Friederike Stöckle: Die Aktualität des Mittelalters, in: Zeitschrift für Geschichtsdidaktik 9 (2008), S. 35–77, hier S. 35–41 konstatiert.
7. ↑  Jörn Rüsen: Historik. Theorie der Geschichtswissenschaft. Böhlau Verlag, Köln / Weimar / Wien 2013, ISBN 978-3-412-21110-3, S. 234–241.
8. ↑  Jürn Rüsen: Historische Sinnbildung. Grundlagen, Formen, Entwicklungen. Springer, Wiesbaden 2020, ISBN 978-3-658-32170-3, S. 37–52.
9. ↑  Jörn Rüsen: Historische Sinnbildung. Grundlagen, Formen, Entwicklungen. Springer, Wiesbaden 2020, ISBN 978-3-658-32170-3, S. 46–49.
10. ↑  Martin Lücke: Geschichtskultur im Geschichtsunterricht. In: Monika Fenn, Meik Zülsdorf-Kersting (Hrsg.): Geschichts-Didaktik. Praxishandbuch für den Geschichtsunterricht. Cornelsen, Berlin 2023, ISBN 978-3-589-16886-6, S. 254.
11. ↑  Jörn Rüsen: Die fünf Dimensionen der Geschichtskultur. In: Jacqueline Nießer, Juliane Tomann (Hrsg.): Angewandte Geschichte. Neue Perspektiven auf Geschichte in der Öffentlichkeit. Ferdinand Schöningh, Paderborn / München / Wien / Zürich 2015, ISBN 978-3-506-77718-8, S. 46.
12. ↑  Holger Thünemann: Geschichtskultur als Forschungsansatz zur Analyse des Umgangs mit der NZ-Zeit und dem Holocaust. Konzeptionelle Standortbestimmung und ein Vorschlag zur kategorialen Differenzierung. In: Zeitschrift für Geschichtsdidaktik 4 (2005), S. 230–240, hier S. 234.
13. ↑  Christoph Kühberger, Andreas Pudlat (Hrsg.): Vergangenheitsbewirtschaftung. Public History zwischen Wirtschaft und Wissenschaft. Studienverlag, Innsbruck-Wien-Bozen 2012.
14. ↑  Holger Thünemann: Geschichtskultur revisited. Versuch einer Bilanz nach drei Jahrzehnten. In: Thomas Sandkühler, Horst Walter Blanke (Hrsg.): Historisierung der Historik. Jörn Rüsen zum 80. Geburtstag. Böhlau Verlag, Wien / Köln / Weimar 2018 (= Beiträge zur Geschichtskultur 39), ISBN 978-3-412-50407-6, S. 127–149, hier S. 137.
15. ↑  Edgar Wolfrum: Geschichtspolitik in der Bundesrepublik Deutschland. Der Weg zur bundesrepublikanischen Erinnerung 1948–1990. Darmstadt 1999.
16. ↑  Norbert Frei: Vergangenheitspolitik. Die Anfänge der Bundesrepublik und die NS-Vergangenheit. München, 1996.
17. ↑  Vgl. Peter Reichel: Politik mit der Erinnerung. Gedächtnisorte im Streit um die nationalsozialistische Vergangenheit. München u. a. 1995.
18. ↑  Siegfried Quandt: Fernsehen als Leitmedium der Geschichtskultur? Bedingungen, Erfahrungen, Trends. In: Bernd Mütter u. a. (Hrsg.): Geschichtskultur. Theorie – Empirie –Pragmatik. Weinheim 2000, S. 235–249.
19. ↑  Harald Welzer: Das Gedächtnis der Bilder. Eine Einleitung. In: Harald Welzer (Hrsg.): Das Gedächtnis der Bilder. Ästhetik und Nationalsozialismus. Tübingen 1955, S. 7–13, hier S. 8.
20. ↑  Gerhard Paul (Hrsg.): Visual History. Ein Studienbuch. Göttingen 2006.
21. ↑  Christoph Kühberger: Das undisziplinierte Kinderzimmer. Ethnographische Erkundungen zur Geschichtskultur im Privaten. 1. Auflage. Wallstein, Göttingen 2024.
22. ↑  Bernd Schönemann: Geschichtsdidaktik und Geschichtskultur. In: Bernd Schönemann, Bernd Mütter, Uwe Uffelmann (Hrsg.): Geschichtskultur. Theorie – Empirie – Pragmatik. Weingarten 2000 (= Schriften zur Geschichtsdidaktik, Bd. 11), S. 26–58, hier S. 44ff.
23. ↑  Schönemann: Geschichtskultur als Wiederholungsstruktur (wie Anm. 1), S. 184.
24. ↑  Bernd Schönemann: Die Geschichtskultur der Erlebnisgesellschaft. In: sowie. 30, 2001, S. 135–141.
25. ↑  Holger Thünemann: Geschichtskultur in der Pluralität der Zeiten. In: Zeitschrift für Geschichtsdidaktik 22 (2023), S. 41–55, hier S. 49–55.
26. ↑  Vgl. dazu die Kritik von Siegfried Quandt, in: Zeitschrift für Geschichtsdidaktik 1 (2002), S. 182f.: „[…] Der Anspruch des Bandes wird in keiner Weise erfüllt.“
27. ↑  Schönemann: Geschichtskultur als Wiederholungsstruktur (wie Anm. 1), S. 184.
28. ↑  Schönemann: Geschichtskultur als Wiederholungsstruktur (wie Anm. 1), S. 187f.
29. ↑  Schönemann: Geschichtskultur und Geschichtsdidaktik (wie Anm. 13), S. 46f.
30. ↑  Hans-Jürgen Pandel: Geschichtsunterricht nach PISA. Kompetenzen, Bildungsstandards und Kerncurricula. Schwalbach i. Ts. 2005, S. 131 – gegen diese Ausführungen hat Schönemann: Geschichtskultur als Wiederholungsstruktur (wie Anm. 1), S. 185ff. erneut Position bezogen, der ihnen vorwirft, „präsentistisch verengt“ (S. 186) zu argumentieren.
31. ↑  Pandel: Geschichtsunterricht nach PISA (wie Anm. 20), S. 40.
32. ↑  Hans-Jürgen Pandel: Geschichtskultur. In: Hans-Jürgen Pandel, Ulrich Mayer, Gerhard Schneider, Bernd Schönemann (Hrsg.): Wörterbuch Geschichtsdidaktik. Schwalbach i. Ts. 2006, S. 74f., hier S. 75.
33. ↑  Christoph Cornelißen: Was heißt Erinnerungskultur? Begriff – Methoden – Perspektiven. In: Geschichte in Wissenschaft und Unterricht. 54, 2003, S. 548–563, hier S. 555.
34. ↑  Marko Demantowsky: Geschichtskultur und Erinnerungskultur – zwei Konzeptionen des einen Gegenstandes. Historischer Hintergrund und exemplarischer Vergleich. In: Geschichte, Politik und ihre Didaktik. 33, 2005, S. 11–20, hier S. 18.
35. ↑  Ziegler, Béatrice, „Erinnert euch!“ – Geschichte als Erinnerung und die Wissenschaft. In: Peter Gautschi, Barbara Sommer Häller (Hrsg.): Der Beitrag von Schulen und Hochschulen zu Erinnerungskulturen, Schwalbach 2014, 69–89, hier S. 83.
36. ↑  Vgl. Barbara Korte, Sylvia Paletschek, Wolfgang Hochbruck: Einleitung. In: Barbara Korte, Sylvia Paletschek, Wolfgang Hochbruck (Hrsg.): Der Erste Weltkrieg in der populären Erinnerungskultur. Klartext, Essen 2008, ISBN 978-3-89861-727-7 (= Schriften der Bibliothek für Zeitgeschichte, Neue Folge. Band 22), S. 7–24, hier S. 11f.